# Colombia Masters
De Colombia Masters is een golftoernooi van de Tour de las Americas en de Europese Challenge Tour.
De eerste editie van dit toernooi vond plaats in 2007. Sindsdien is het ieder jaar gespeeld op de Country Club de Bogotá in Bogotá. Edoardo Molinari was net professional geworden. Omdat hij in 2005 het US amateurkampioenschap gewonnen had kreeg hij een uitnodiging voor dit toernooi. In de play-off versloeg hij Gustavo Mendoza en verdiende een spelerskaart voor de Challenge Tour.
De tweede editie bracht de overwinning voor Wil Besseling, die met zeven slagen voorsprong op de rest van het veld zijn eerste overwinning op de Challenge Tour behaalde.
Op de dinsdag voor de derde Colombia Masters speelden de lokale golfheld Camilo Villegas en zijn broer Manuel een 9-holes demonstratie wedstrijd. De Masters werd gewonnen door Alan Wagner, die pas 19 jaar was, tweede werd de voormalige winnaar Molinari.

## Winnaars
| Jaar                     | Baan                     | WInnaar                  |
| II Club Colombia Masters | II Club Colombia Masters | II Club Colombia Masters |
| ------------------------ | ------------------------ | ------------------------ |
| 2007                     | Country Club de Bogotá   | Edoardo Molinari         |
| 2008                     | Country Club de Bogotá   | Wil Besseling            |
| 2009                     | Country Club de Bogotá   | Alan Wagner              |